# Wilhelm van Haersolte

Familiewapen

Wilhelm van Haersolte tot Elsen, (Zwolle, ca. 1596 – Bredevoort, 12 juli 1646) was een Nederlandse edelman, kapitein van de infanterie in het Staatse leger. 

## Geschiedenis
Wilhelm was een zoon van Harmen van Haersolte en Anna van Hoeclum en getrouwd op 2 februari 1630 met Catharina van Brakel. Op 15 augustus 1637 volgde Wilhelm zijn oudere broer Arent van Haersolte op als drost van de heerlijkheid Bredevoort. In 1638 kochten hij en zijn echtgenote de havezate Elsen. 
Catherina schonk hem acht kinderen, waaronder Anthony van Haersolte (Bredevoort, 1637 – Vollenhove, kasteel Toutenburg 30 juni 1701), Gerrit (1641), Assuerus (1643), Arent (1644) en Lodwich (1645). Wilhelm kwam dramatisch om het leven bij de kruittorenramp waarbij het kasteel Bredevoort ontplofte en hij met zijn vrouw en zeven van zijn kinderen om het leven kwam. De zesjarige Anthony was de enige overlevende van het gezin. Wilhelm werd opgevolgd door Georg Nicolaas van der Lawick.